# Thermosphaeroma dugesi
Thermosphaeroma dugesi es una especie de crustáceo isópodo de la familia Sphaeromatidae.

## Distribución geográfica
Es endémica de las aguas termales de Aguascalientes (México).